# Anaplecta minutissima
Anaplecta minutissima är en kackerlacksart som först beskrevs av De Geer 1773.  Anaplecta minutissima ingår i släktet Anaplecta och familjen småkackerlackor. Inga underarter finns listade i Catalogue of Life.